# PR-419
A Rodovia PR-419 é uma estrada pertencente ao governo do Paraná que liga a BR-116 (entroncamento na localidade de Areia Branca do Assis, na cidade de Mandirituba) com a cidade de Agudos do Sul (entroncamento com a PR-281). Segundo a Lei Estadual 10.431, de 03/08/1993, esta rodovia é denominada de Rodovia Engenheiro Alfredo Sica Pinto.
Esta rodovia faz parte de um eixo que dá acesso ao Estado de Santa Catarina na altura da cidade catarinense de São Bento do Sul e da paranaense de Piên.  Para isso, deve-se seguir pela PR-281 até o entroncamento com a PR-420 e depois seguir nesta última rodovia até a divisa.

## Trechos da Rodovia
A rodovia possui uma extensão total de aproximadamente 18 km em seu único trecho:
| Início do Trecho                                           | Final do Trecho                      | Extensão | Situação    |
| ---------------------------------------------------------- | ------------------------------------ | -------- | ----------- |
| Entroncamento BR-116 (Areia Branca do Assis - Mandirituba) | Entroncamento PR-281 (Agudos do Sul) | 18 km    | Pavimentado |

Extensão pavimentada: 18,0 km (100,00%)
Extensão duplicada: 0,0 km (0,00%)

## Municípios atravessados pela rodovia
- Mandirituba
- Agudos do Sul